# Мігель Анхель Лопес (футболіст)
Мігель Анхель Лопес (ісп. Miguel Ángel López, 1 березня 1942, Тісіно — 7 липня 2025, Барранкілья) — аргентинський футболіст, що грав на позиції захисника, зокрема за «Естудьянтес» та «Індепендьєнте». По завершенні ігрової кар'єри — тренер.

## Ігрова кар'єра
У дорослому футболі дебютував 1961 року виступами за команду «Естудьянтес», в якій провів п'ять сезонів. 
Згодом з 1967 по 1970 рік грав у складі команд «Феррокаріль Оесте» та «Рівер Плейт».
Своєю грою за останню команду привернув увагу представників тренерського штабу клубу «Індепендьєнте», до складу якого приєднався 1970 року. Відіграв за команду з Авельянеди наступні п'ять сезонів своєї ігрової кар'єри. У складі цієї команди вигравав чемпіонат Аргентини, Кубок Лібертадорес та Міжконтинентальний кубок.
Завершував ігрову кар'єру в колумбійському «Атлетіко Насьйональ», за який виступав протягом 1975—1976 років, ставши чемпіоном Колумбії 1976 року.

## Кар'єра тренера
Завершивши ігрову кар'єру у колумбійському «Атлетіко Насьйональ», залишився у його клубній структурі, ставши 1977 року головним тренером його команди. Наступного року тренував іншу колумбійську команду, «Атлетіко Хуніор», після чого повернувся на батьківщину, де працював з  «Архентінос Хуніорс» та «Індепендьєнте».
Згодом у 1980-х та 1990-х роках активно тренував, змінивши понад десять аргентинських, колумбійських, а також мексиканських клубних команд.
2000 року працював у Саудівській Аравії, тренуючи «Аль-Аглі», у 2003 році тренував іспанський «Бадахос», проте протягом решти 2000-х і першої половини 2010-х років продовжував працювати у Латинській Америці.
Останнім місцем тренерської роботи був клуб «Атлетіко Хуніор», головним тренером команди якого Мігель Анхель Лопес усьоме у своїй кар'єрі був з 2013 по 2014 рік.

## Титули і досягнення

### Як гравця
- Чемпіон Аргентини (1):

«Індепендьєнте»: 1971 Метрополітано
- Чемпіон Колумбії (1):

«Атлетіко Насьйональ»: 1976
- Володар Кубка Лібертадорес (4):

«Індепендьєнте»: 1972, 1973, 1974, 1975
- Володар Міжконтинентального кубка (1):

«Індепендьєнте»: 1973

### Як тренера
- Чемпіон Мексики (2):

«Америка»: 1984-1985, 1985
- Чемпіон Колумбії (1):

«Атлетіко Хуніор»: 2004